# 賽都
賽都，字蓉洲，号石田，汉军旗人。清朝武官、诗人。武状元及第。

## 生平
康熙五十四年（1715年）乙未科一甲一名武进士。官至云南开化镇总兵。有《滇南游草》。《晚晴簃诗汇》收其诗一首。

## 诗作
- 常山别同年王莪园太守

兰谱同心共几年，琴尊今日对离筵。
梦回春草池边路，人隔桃花洞口天。
六诏风烟新紫绶，三朝人物旧青毡。
门前一道滹沱水，锦字时凭赤鲤传。。